# Виахту (река)
Виахту — река на острове Сахалин.
Протекает по территории Александровск-Сахалинского района Сахалинской области. Берёт начало на западном склоне Камышового хребта. Впадает в залив Виахту Татарского пролива. Длина реки — 131 км. Площадь её водосборного бассейна 783 км². Главными притоками являются реки Дегтярка, Виахтакан и Грабчиха.
Название в переводе с нивхского означает «залив морских пиявок» (или «озеро с морскими моллюсками»).

## Данные водного реестра
По данным государственного водного реестра России относится к Амурскому бассейновому округу.
Код объекта в государственном водном реестре — 20050000212118300009046.